# 美墨边界围栏

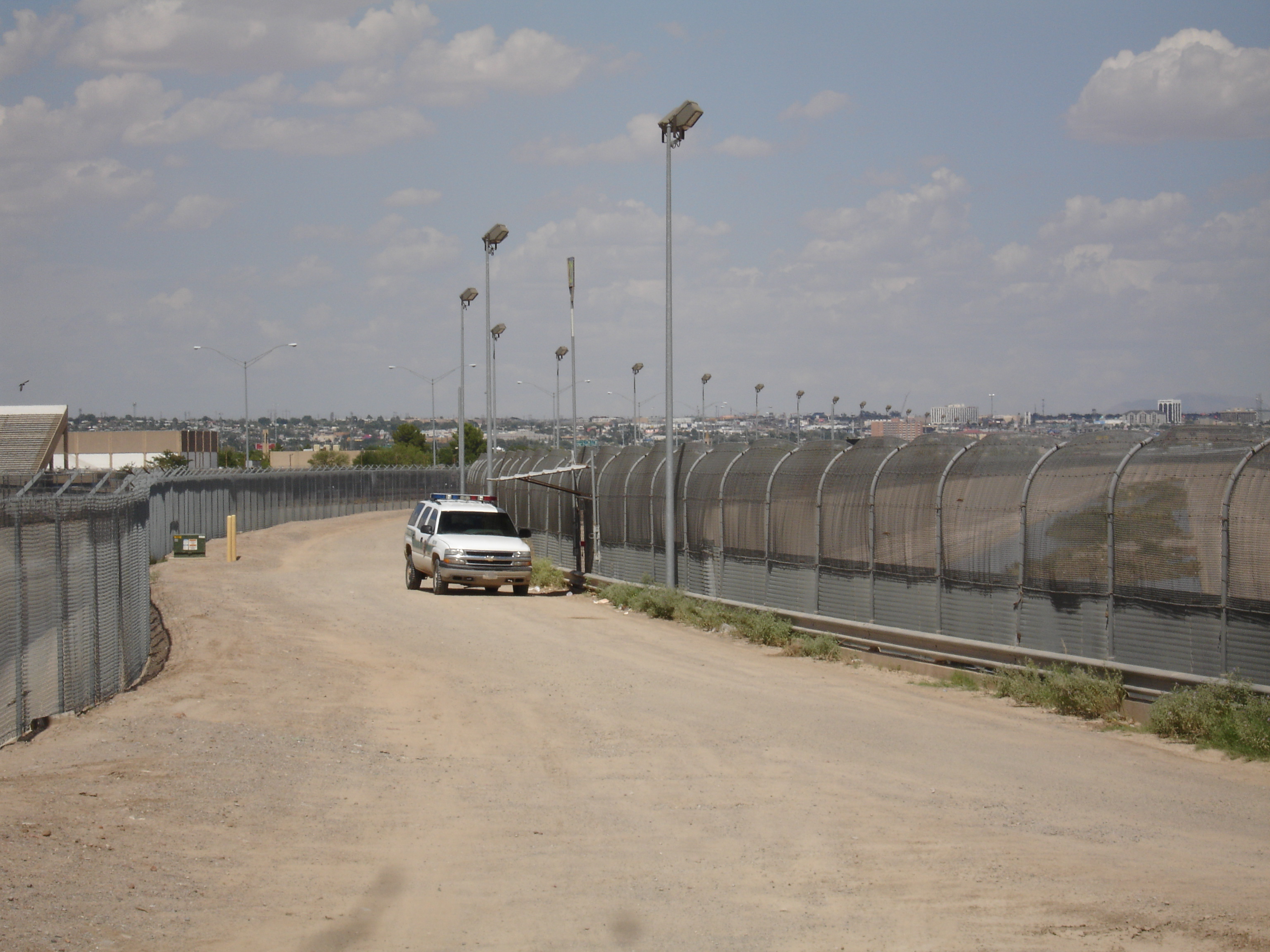
美国德克萨斯州艾爾帕索附近的邊界圍欄

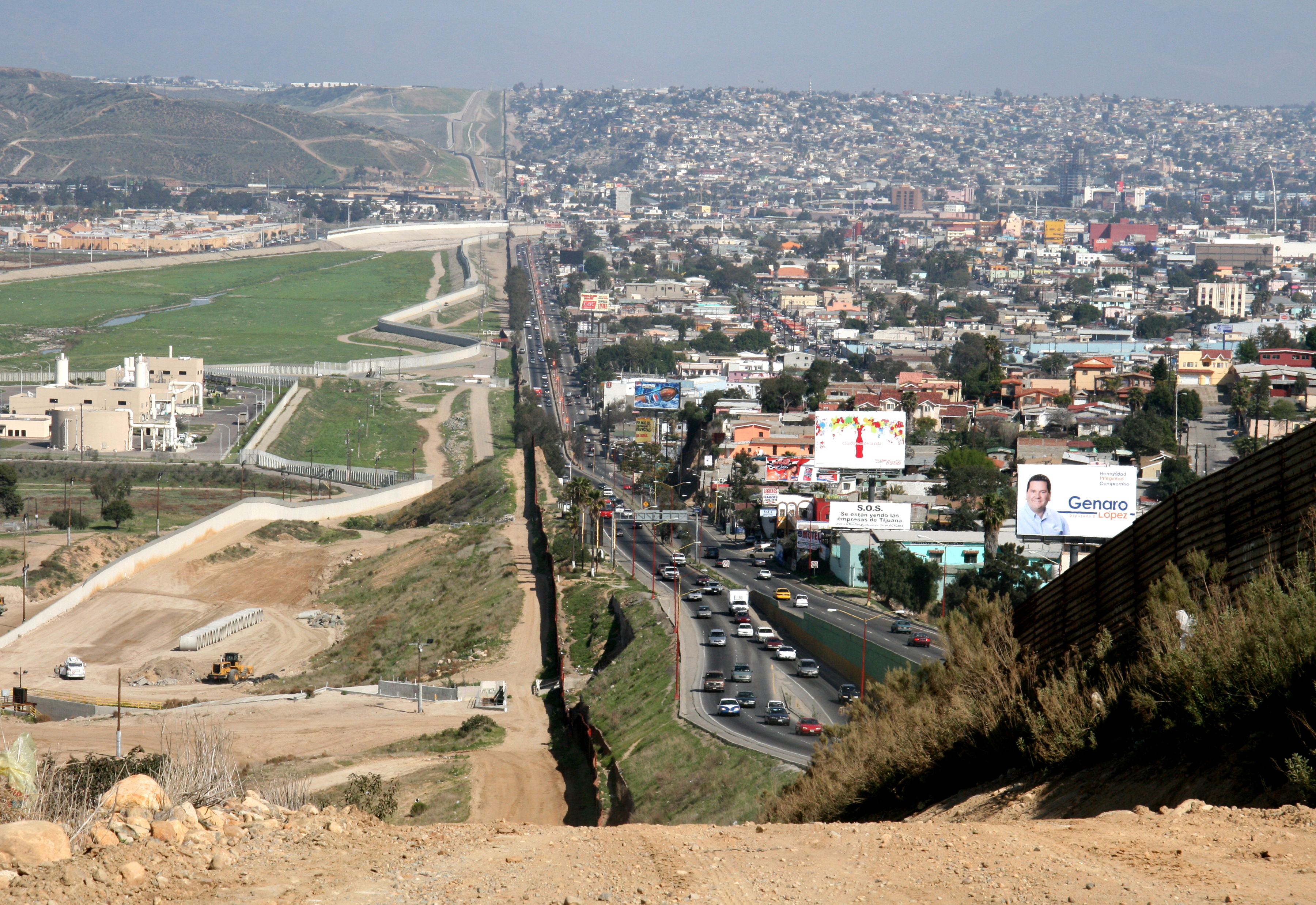
2007年3月的美墨边界。中央是建在边界上的一道围栏。围栏右侧是墨西哥蒂華納，人口稠密、建筑众多；左侧是美国加利福尼亚州圣地亚哥，绿色的是蒂华纳河的河道。沿着河岸直到远处山上左侧的美国圣地亚哥境内可见多段白色的第二道围栏。

美墨边界围栏（英語：Mexico–United States barrier），是美国单方面在美国与墨西哥边界修筑的起分隔作用的围栏，以阻止非法移民大量涌入美国。
美国國內政治方面，共和党和民主党内对非法移民问题也有多种态度。共和黨主張加強遣返，立即以強制手段驅逐所有非法移民，而民主黨對成功入境的非法移民，會抱持寬容的態度，給予他們包含免費健保等多項社會福利。

## 历史

### 非法移民问题与围栏的设立
非法移民自1980年代起一直是美国国内的主要社会问题之一。由于作为超级大国的美国与普遍属于发展中国家的墨西哥等拉丁美洲及加勒比海国家的发展不平衡，贫富悬殊嚴重，工作機會低，导致非法移民从这些国家大量涌入美国。在墨西哥索诺拉州，2008年美国每月经边界上的诺加莱斯遣返1.1万名非法移民，其中70-80%为墨西哥移民。根据美国海关和移民局统计，2008年共遣返15.4万名墨西哥和中美洲非法移民，较2007年的数量增长46%。到2018年，美墨邊境逮捕的非法移民數字增長到每年約50萬人。
对于在美国的非法移民数量，媒体说法从1100万、1200万、1400万到2000万不等，其中以从墨西哥来的非法移民数量最多。令美国不仅非法移民数量增多，而且所有移民的数量也与日俱增。根据统计，1960年代末在美国的来自其他国家和地区的移民仅1000万人，而到2000年代已达到3600万人，占全美国3亿总人口的八分之一；2000年代初在美国新增人口中白人仅占10％，而拉美裔占50％。

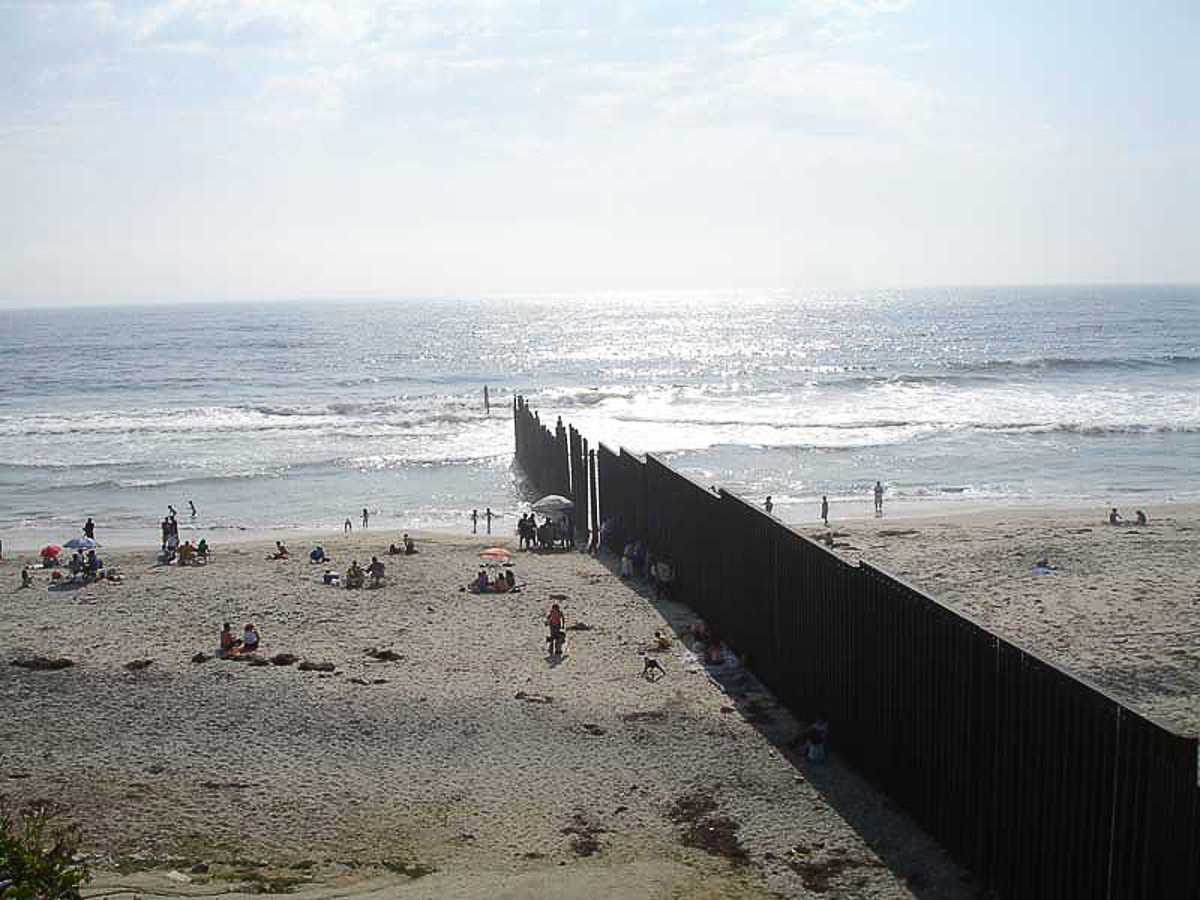
2006年10月，美墨边境最西端的太平洋。围栏一直延伸到海边。左为墨西哥下加利福尼亞州蒂華納，右为美国加利福尼亚州圣地亚哥。

美国首次在美墨边境设障，是美国陆军工程兵团1994年建围栏，当时是因《北美自由贸易协定》签订并通过后，墨西哥的移民開始大量涌入美国尋找工作機會，包括合法及非法的移民。此后，美国不断加强边境安全保护。
自1990年代初以来，美国政治人物不分黨派纷纷表示要加强边境安全。边境和移民管制的年度联邦资金自1990年代初的15亿美元激增至2010年代中期的195亿美元。据估计，到2010年代中期，美国联邦政府用于边境和移民管制的费用比联邦其他全部执法机构费用的总和多出50亿美元。边境巡逻队人数从2000年代初的约4000人猛增至2010年代中期的超过21000人。成千上万的非法移民在偷越美墨边境时死亡，同时美墨边境人口走私猖獗。
由于非法移民数量众多，美国边境巡逻队在执法过程中时常对非法越境者开枪射击，有时甚至枪击墨西哥境内的墨西哥人，造成舆论质疑及同墨西哥的外交纠纷。例如2010年6月7日，一群墨西哥人在墨西哥境内遭美国边境巡逻队枪击，一名14岁的墨西哥男孩被枪击身亡。2010年6月8日，墨西哥总统卡尔德龙对此表示强烈谴责，并称将要求美国彻查此事，惩罚责任人。2011年1月5日，一名17岁的墨西哥少年企图翻越美墨边界围栏时，遭到美国边境巡逻队枪击身亡，事件引发舆论关注。

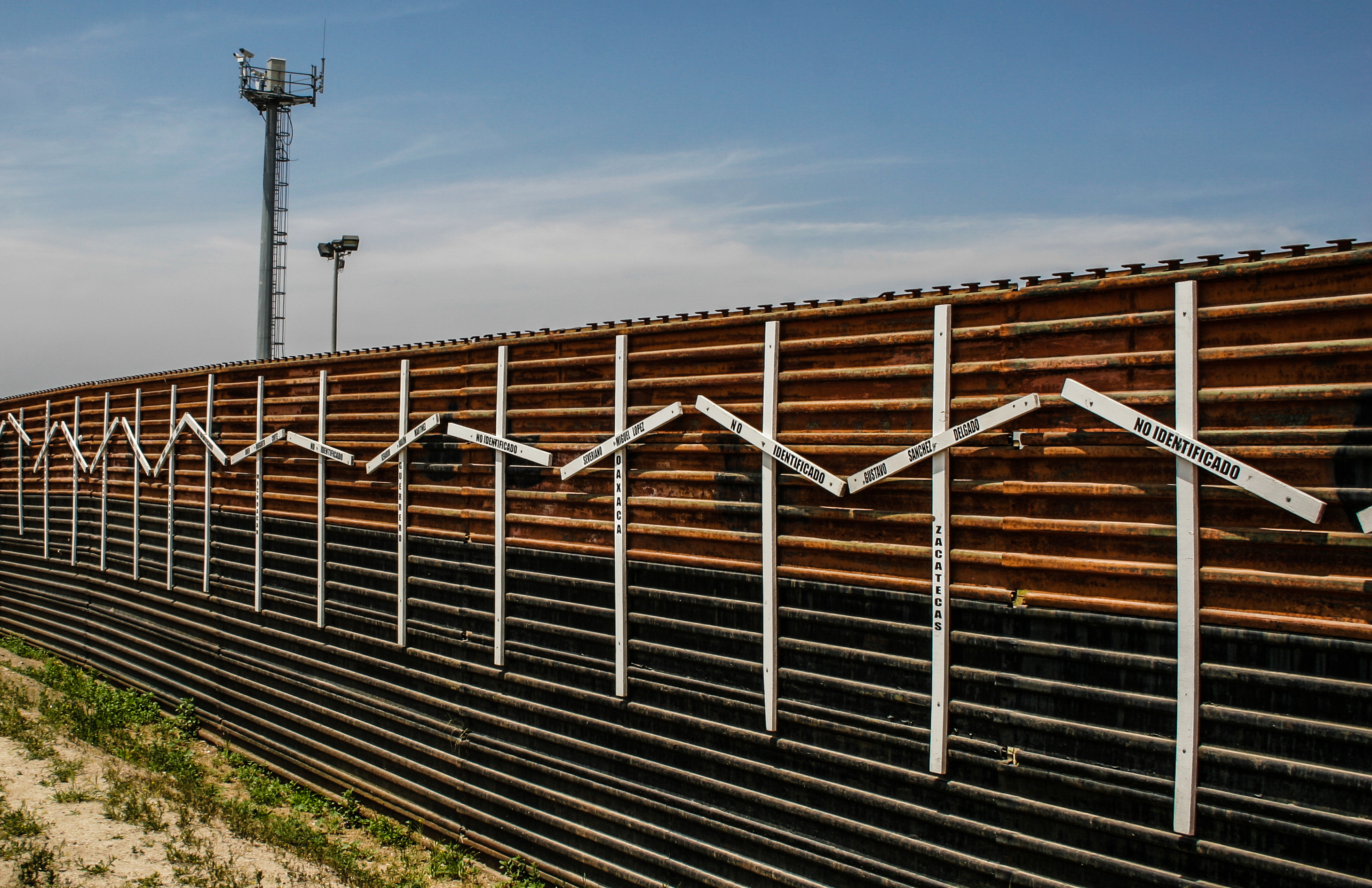
2006年5月墨西哥蒂華納与美国加利福尼亚州圣地亚哥之间的美墨边界围栏。围栏上挂有许多白色的十字架，以纪念在偷越美墨边界时死去的成千上万非法移民，有些死者的名字被标在十字架上，有些不知姓名的死者则标为姓名不详。

在美国加强边境和移民管制的情况下，非法移民不得不寻找更为艰险的偷越边境线路。美墨边境的气候和地理环境使这些偷越边境的非法移民大批死亡。2008年，墨西哥国家人权委员会主席索贝拉内斯表示，最近10年有1万多名非法移民死在美墨边境特别是亚利桑那州沙漠地区，从1994年美国开始加强对美墨边境的管控后，非法移民在美墨边境死亡的人数便不断增加。非法移民需要忍受沙漠的高温，途中还常常遭到袭击、偷盗、性暴力、殴打、绑架、拘留等。为了躲避拘留和暴力，非法移民只能更加深入到沙漠腹地，死亡风险因此倍增。2010年代，经墨西哥进入美国的非法移民死亡人数继续增加，有的地方还出现激增。例如2012年美国得克萨斯州布鲁克斯县发现129具非法移民尸体，约是2011年的2倍，2010年的6倍，大多数人的死因和得克萨斯州南部农场地区的高温及地形有关。
为了贩毒或偷越边境，毒贩和非法移民在美墨边界大量挖掘跨边界的地道，大多数集中在美国加利福尼亚州圣地亚哥地区。1990年至2001年间，在圣地亚哥地区发现15条地道。2001年911事件后到2006年，美墨两国警方又先后发现21条地道，其中大多数集中在圣地亚哥地区。2005年初，美国移民与海关执法局成立圣地亚哥地道特遣队，排查地道。2005年，警方在加利福尼亚州边境缴获127吨毒品，比2004年上升24%，其中大部分为大麻，这些毒品有许多都是经地道运进美国的。

### 2006年安全围栏法案

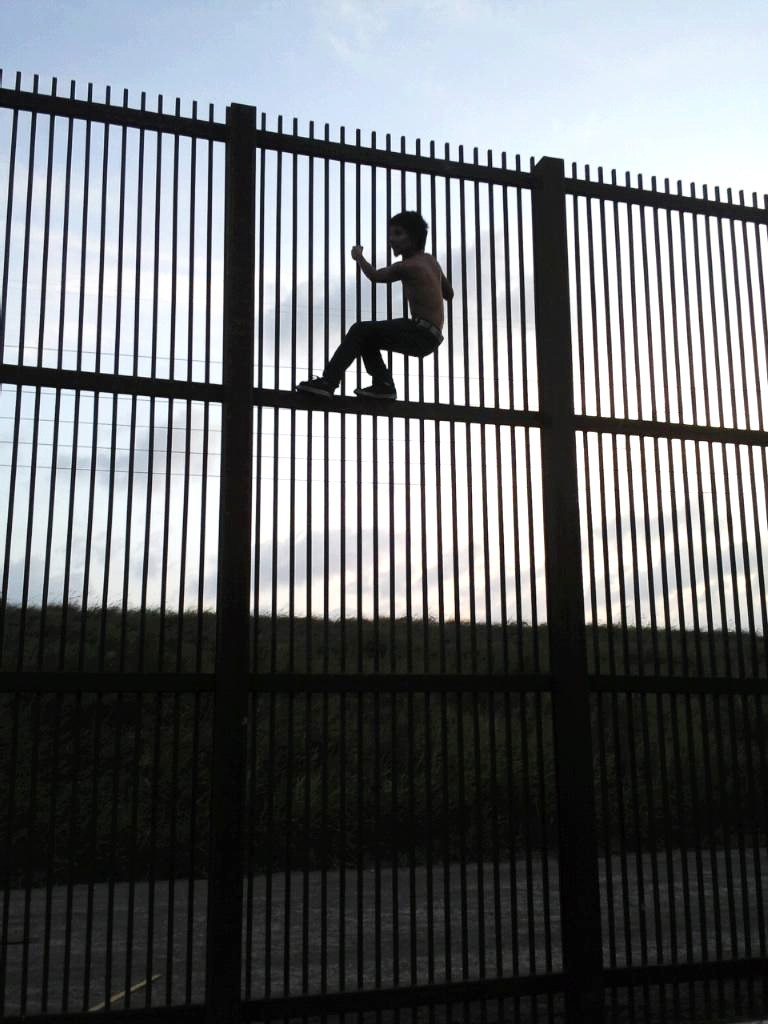
2009年7月，美国德克萨斯州布朗斯维尔一段供野生动物过境用的“野生动物友好”围栏，一名青年男子正在翻越围栏，双脚踩在围栏的水平梁上。

2005年11月28日，美国总统布什在视察美墨边境时表示，美国准备在美墨边境兴建更多围栏。
2005年12月15日晚，美国众议院以260票同意、159票反对表决通过了边境安全法案的补充修正案，决定在美墨边境建设698英里长的围栏，并将其作为加强非法移民管控的举措。该法案由加利福尼亚州共和党众议员邓肯·亨特提出，主要是为控制来自墨西哥的非法移民。亨特提出的计划包括：在美墨边境兴建698英里（1123公里）长的围栏，该围栏将仿照圣迭戈的围栏，设前后两层，并且在其旁兴建道路，在附近安摄像头、传感器等监控设备。围栏的建设预算是每英里150万至200万美元。美国众议院通过的该法案中还要求增多美国边境巡逻的人力，加强打击非法移民。该法案主要由共和党推动，但投票中也有49位民主党众议员投赞成票，而投反对票的众议员中有12位是共和党众议员。共和党众议员们表示，在兴建围栏的同时将建立渠道以便外籍雇员及劳工出入。另一些共和党众议员担忧兴建围栏会将墨西哥劳工挡在美国之外并减少美国与墨西哥的贸易额。2005年12月16日，墨西哥总统福克斯对美国众议院该决议表示非常不满，认为该决议不仅不会保护美国的经济利益，而且是“丢人和可耻”的做法。
该法案在众议院获得通过后，共和党内部代表工商界利益的力量希望防止劳动力来源遭到切断。为此，不少游说者对美国参议院司法委员会施压。2006年3月27日，参议院司法委员会通过了一个比众议院提交的法案版本温和了很多的法案。2006年4月7日，该法案在美国参议院遭到否决。
2006年4月9日，美国得克萨斯州、加利福尼亚州、爱荷华州、新墨西哥州、阿拉巴马州等10个州爆发50多万民众参加的大规模游行。游行者要求美国国会通过移民法修订法案，使整个美国1200万非法移民有机会获取合法身份。2006年4月10日是美国“移民权利行动日”，在美国60个城市有200多万民众游行，要求美国政府停止驱逐非法移民并应给予非法移民合法身份。

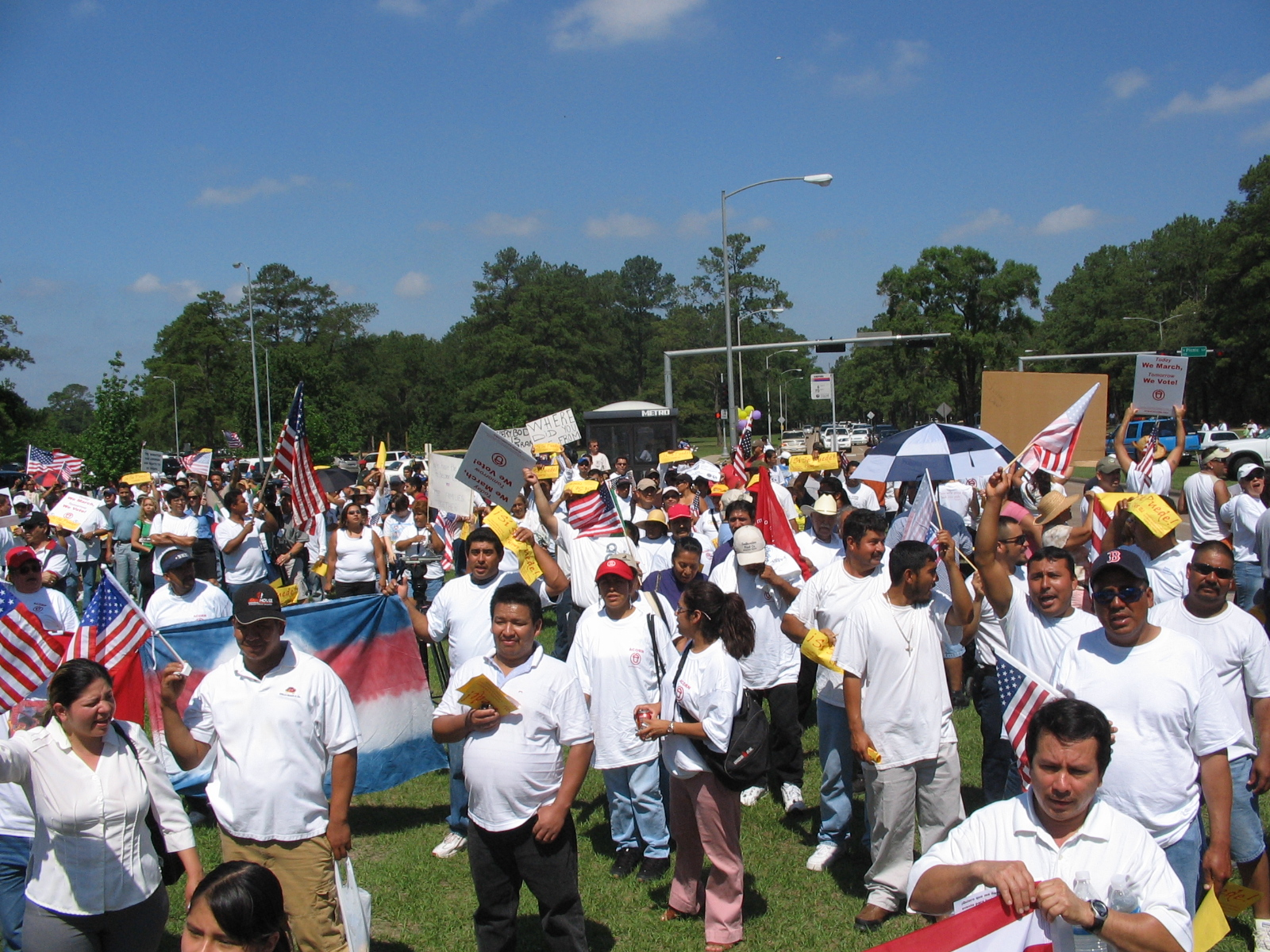
2006年5月1日，美国参加“没有移民的一天”游行的示威者。

2006年5月1日，在美国的数百万非法移民及其支持者举行了名为“没有移民的一天”（A day without immigrants）的全国规模的大游行，以争取非法移民权益，该游行由墨西哥裔美国人政治协会组织，当天洛杉矶的游行人数最多，约有60万人，纽约、旧金山均超过30万人，芝加哥游行人数约20多万人。美国总统布什及加利福尼亚州州长阿诺德·施瓦辛格均表示反对这次游行，但民主党人占优势的加利福尼亚州参议院通过决议支持此次游行。
2006年5月15日，参议院正就一项新的综合性移民改革法案辩论的时候，美国总统布什在晚间黄金时间就移民问题发表讲话，强调新移民法案应确保美国是法治社会同时也是开放社会，布什提出五项措施：加强美墨边界安全，创设临时劳工计划，增强雇工身份识别技术，合理处理已在美国的数百万非法移民，尊重美国作为“民族熔炉”的传统。布什还宣布要增派6000人的警察卫队驻守美墨边境城镇。2006年5月15日当天，墨西哥外交部发言人表示，美国政府尚未对移民问题采取积极行动，就片面决定要让墨美边境军事化，墨西哥政府对此“强烈担心”并表示“遗憾”。
2006年5月17日，美国参议院以83票同意、16票反对通过一项条款，同意在美墨边境再修建370英里（600公里）围拦，并兴建800公里移动式围栏，同时建议给予已在美国的数百万非法移民合法身份。该条款随后在委员会未能通过。
2006年9月14日，美国众议院以283票赞成、138票反对通过了在美墨边境兴建围拦的《2006年安全围栏法案》。该法案提出在美墨边境新建长约700英里（1125公里）的内外两排围栏。该法案比2005年12月15日众议院通过的那项议案范围窄，2005年12月15日那项内容更为广泛的议案里除了兴建围拦，还包括将非法移民作为重罪犯处理等加强打击非法移民的内容。9月14日通过的法案中未提到兴建围拦的费用问题。共和党众议员估计总造价为20亿美元，并表示费用问题将在此后的预算提案中解释。但民主党众议员根据美国国土安全部所提供的数据估计，总造价约为70亿美元。9月14日通过的法案还要求美国国土安全部在18个月之内控制美墨边境，并授权边境巡逻队截留非法移民的车辆，同时该法案还提议研究在美加边境设立围栏的必要性。

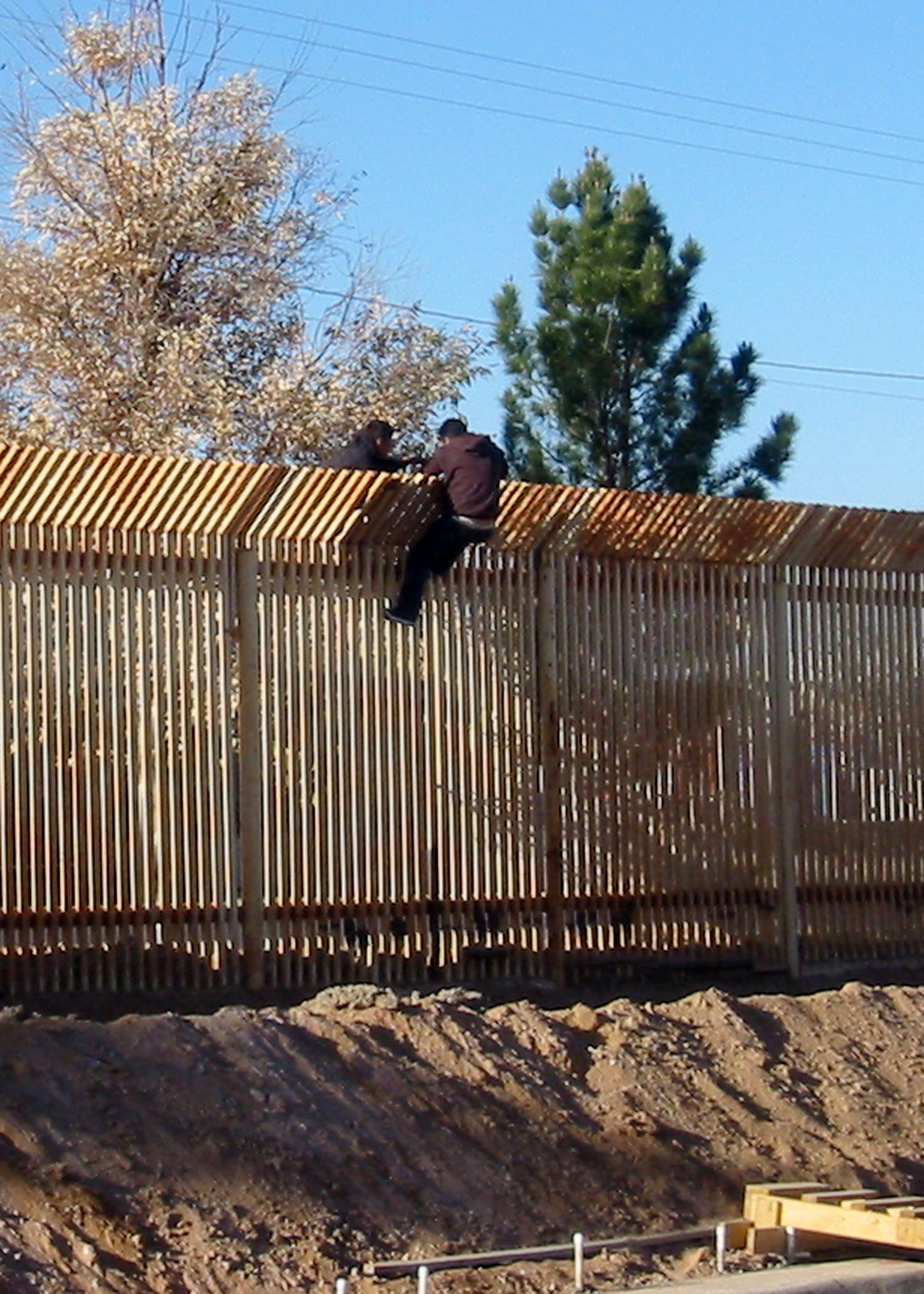
2009年3月，两名男子在美国亚利桑那州道格拉斯附近翻越围栏折返墨西哥。

2006年9月29日，美国参议院以80票赞成、19票反对通过了《2006年安全围栏法案》，这项法案由美国共和党议员提出，此前已在9月14日获得众议院通过。美国国会参众两院同时通过了另一项法案《国土安全拨款法案》，其中包括要求在自2006年10月1日开始的下一财政年度内，先期拨款12亿美元用于围拦兴建及其他加强美墨边境安全的措施。这两项法案均待美国总统布什签字批准。墨西哥方面随即对此表示强烈不满，将其视为将美墨边境军事化。墨西哥外交部长德韦斯说，墨西哥“毫无疑问”将劝说美国总统布什放弃签署法案，并计划向美国发出外交照会表示强烈谴责。墨西哥总统福克斯此前曾经组织集会，反对美国兴建围拦，称其“可耻”，并把围拦与柏林墙相提并论。
2006年10月26日，美国总统布什在距离将在11月7日举行的中期选举不足两周之际，签署了上述获得国会参众两院通过的《2006年安全围栏法案》。在签字仪式上布什表示，这是推进美国移民改革的重要步骤。同时签字生效的《国土安全拨款法案》要求在从2006年10月1日开始的财政年度中拨款338亿美元用于国土安全，并要求将12亿美元作为第一笔拨款，在3200公里长的美墨边界上兴建700英里（1125公里）并列的两排围栏，在两排围栏之间建一条巡逻专用道，以此阻止非法移民自墨西哥进入美国。
《2006年安全围栏法案》生效后，在项目启动初期，政府为了不耽误国会提出的在2008年12月之前建成410公里围栏的“进度目标”，乃避开征地拆迁难度大、易引发破坏生态环境争议的地段，在容易开工的地段抢先兴建了多处围栏。大约105公里围栏并未建在美墨边界线上，而是与边界线之间存在800米至1.6公里的距离。围栏断断续续地分布在美墨边境各处，到2016年为止尚未连成一线，各段围栏之间的缺口往往长达数公里。非法移民很容易步行经过围栏之间的缺口绕到围栏后面。例如美国得克萨斯州有约2000公里的边界线，但到2016年初仅建有约160公里围栏。
根据2009年的统计，每英里（约1.6公里）围栏的建造费用差别很大，在40万美元到1510万美元之间，平均每英里建造费用390万美元。兴建年代越新，建造费用越高。例如2008年每英里建造费用650万美元，按照该速度，整个围栏建造项目仅材料费这一项开支就将逼近100亿美元；若遇上地理险阻，设计及施工成本还将增加。

### 特朗普政府
在2016年美国大选中，总统候选人特朗普的主要竞选承诺之一便是加强并升级美墨边境的围栏，在3200公里长的美墨边界线兴建约1600公里长的人造围栏（美墨边界的其余部分被自然障碍隔离），并用10米到15米高的混凝土墙体代替栅栏。特朗普把它称作“墙”（The Wall），而特朗普之前的政界人士都避免将任何边境障碍称作“墙”，以免被视为向墨西哥及全世界传递错误信息。特朗普打破了这种政治禁忌，获得了其支持者的热烈拥护。大选后期，特朗普软化了其态度，表示部分地段可接受栅栏。大选期间的几个月内，已经有数万名美国志愿者带着设备及筑墙材料，来到得克萨斯州、亚利桑那州、加利福尼亚州等州的美墨边境线上自愿帮助建墙，其中有不少是建筑专业人士及建筑公司。特朗普随后在大选中获胜。2017年1月25日，美国总统特朗普在美国国土安全部签署了《促进边境安全和移民执法》及《增进美国内陆地带公共安全》这两道行政令，以加强边境安全和收紧移民政策，并且特朗普还決定在不獲國會批准下，动用联邦政府资金，在几个月之内开工在美墨边境造墙。白宫发言人肖恩·斯派塞在当天举行的记者会上称，“修建这道大型实体障碍”的意义超过了竞选承诺，其将阻止毒品和犯罪活动以及非法移民进入美国境内。在此之前，美国已在美墨边境建有1050公里长的栅栏。2021年乔·拜登政府上台，同年4月30日国防部宣布，取消所有军方资助的美国与墨西哥边境墙建造项目，未使用的资金将返还军方。

### 拜登政府
2023年10月，美国政府決定延长部分地区的边境墙。10月5日，美国政府发表声明解釋，这项修建边境墙的拨款是前总统特朗普在2019年分配的，这项拨款必须在现在使用。

## 另見
- 唐納·川普的移民政策（英语：Immigration policy of Donald Trump）
- 2019年美国南部边境国家紧急状态
- 特朗普墙